# Imma denticulata
Imma denticulata är en fjärilsart som beskrevs av Edward Meyrick 1910. Imma denticulata ingår i släktet Imma och familjen Immidae. Inga underarter finns listade i Catalogue of Life.